# バーン (飲料)

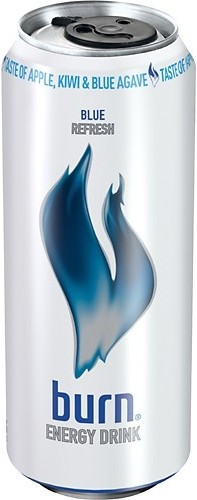
ブルーリフレッシュ

バーン(Burn)は、公式タグライン"Fuel your fire"の下、コカ・コーラが販売するエナジードリンクである。80か国以上で販売される。

## 原材料
pH調整剤（クエン酸、クエン酸ナトリウム）、抗酸化剤（アスコルビン酸）、アルギニン、香料（テオブロミン）、ビタミンB、カフェイン、炭酸水、着色料（アントシアニン、カラメル色素）、トチバニンジン、ガラナ、マルトデキストリン、保存料（ソルビン酸カリウム）、砂糖、タウリン、水

## カフェイン量
カフェイン量は、100mlあたり32mgである。

## 100ml当たりの栄養価
| 国         | 栄養素      | 値             |
| ---------- | ----------- | -------------- |
| デンマーク | エネルギー  | 236 kJ/56 kcal |
| デンマーク | タンパク質  | 0 g            |
| デンマーク | 炭水化物    | 13.3 g         |
| デンマーク | 脂質        | 0 g            |
| デンマーク | ナトリウム  | 0.02 g         |
| デンマーク | ビタミンB3  | 6.5 mg         |
| デンマーク | ビタミンB5  | 1.5 mg         |
| デンマーク | ビタミンB6  | 0.21 mg        |
| デンマーク | ビタミンB12 | 0.38 µg        |

## フレーバー
オリジナル、アップルキウイ、ゼロシュガー、パッションピーチ、レモンアイス、ダークエナジー、サワーツイスト、チェリー、マンゴー、ラズベリーゼロシュガー、ピーチゼロシュガー

## 日本での販売
2012年から日本でも発売されたものの、「競争が激しく、ブランド確立に苦戦した」ために姿を消した。コカ・コーラからは、2019年7月からコカ・コーラ エナジーというエナジードリンクが発売されている。